# Feng Kang
Pour les articles homonymes, voir Kang.
Feng Kang (chinois simplifié : 冯康 ; chinois traditionnel : 馮康 ; pinyin : Féng Kāng) (9 septembre 1920 - 17 août 1993) est un mathématicien et scientifique chinois.

## Formation
Feng est né à Nankin, en Chine, et a passé son enfance à Suzhou, Jiangsu. Il a étudié à la Suzhou High School (en). En 1939, il est admis au département d'électrotechnique de l'Université nationale centrale (Université de Nankin). Deux ans plus tard, il est transféré au département de physique, où il étudie jusqu'à l'obtention de son diplôme en 1944. Il s'est alors intéressé aux mathématiques et a poursuivi leur étude à l'université.

## Carrière
Après l'obtention du diplôme, il a contracté le Mal de Pott et a continué à apprendre les mathématiques par lui-même à la maison. Plus tard, en 1946, il part enseigner les mathématiques à l'Université Tsinghua. En 1951, il est nommé professeur assistant à l'Institut de Mathématiques de l'Académie chinoise des sciences. De 1951 à 1953, il a travaillé à l'Institut de mathématiques Steklov de Moscou, sous la supervision du Pr Lev Pontriaguine. En 1957, il est élu en tant que professeur associé à l'Institute of Computer Technology de l'Académie chinoise des sciences, où il a commencé son travail sur les mathématiques appliquées et est devenu le fondateur et le leader des mathématiques appliquées et du calcul scientifique en Chine. En 1978, il est nommé premier directeur du récemment créé Centre de Calcul de l'Académie chinoise des sciences jusqu'en 1987, quand il est devenu le directeur honoraire.

## Contributions
Feng Kang a apporté des contributions à plusieurs domaines des mathématiques. Avant 1957, il a principalement travaillé sur les mathématiques pures, spécialement sur les groupes topologiques, les groupes de Lie et la théorie des fonctions généralisée. À partir de 1957, il commence à étudier les mathématiques appliquées et le calcul mathématique. En raison de ses larges connaissances en mathématiques et en physique, il a effectué une série de découvertes en mathématiques informatiques.
À la fin des années 1950 et au début des années 1960, en se basant sur les calculs de constructions de barrages, Feng propose une technique numérique systématique pour la résolution d'équations aux dérivées partielles. La méthode a été appelée « Finite difference method based on variation principles ». Cette méthode a également été indépendamment inventée en Occident, et elle est plus largement connue sous le nom de méthode des éléments finis. Il est maintenant considéré que l'invention de la méthode des éléments finis est une étape importante des mathématiques appliquées.
Dans les années 1970 Feng développe les théories du plongement dans des espaces élémentaires finis discontinus, et une théorie classique généralisée sur les équations aux dérivées partielles elliptiques à différentes combinaisons de dimensions, qui a fourni un fondement mathématique pour les structures composites élastiques. Il a également travaillé sur la réduction des équations aux dérivées partielles elliptiques à des équations intégrales de frontière. Après 1978, il donne des conférences et des séminaires sur les éléments finis et les éléments de frontière naturelle dans plus d'une dizaine d'universités et d'instituts en France, en Italie, au Japon et aux États-Unis.
À partir de 1984, Feng étend son champ de recherches, quittant les équations aux dérivées partielles elliptiques pour les systèmes dynamiques tels que les systèmes hamiltoniens et les équations d'onde. Il a proposé des algorithmes symplectiques pour les systèmes hamiltoniens. De tels algorithmes préservent la structure géométrique symplectique des systèmes hamiltoniens. Il a dirigé un groupe de recherche qui a travaillé sur des algorithmes symplectiques pour la résolution de systèmes hamiltoniens avec des dimensions finies et infinie, et également sur les systèmes dynamiques avec des structures d'algèbre de Lie, telles que les systèmes de contact et les systèmes de source-libre. Etant donné que ces algorithmes font usage de la géométrie correspondante et des algèbres de Lie et les groupes de Lie sous-jacents, ils sont supérieurs aux algorithmes classiques dans le suivi à long terme et la simulation qualitative dans de nombreuses applications, telles que la mécanique céleste, la dynamique moléculaire, etc.
Depuis 1995, l'Institute of Computational Mathematics and Scientific/Engineering Computing de l'Académie chinoise des sciences décerne en son honneur le Prix Feng Kang en Calcul Scientifique.

## Sélection de publications
- Collected works of Feng Kang.
- Mathematical theory of elastic structures.
- Proceedings of the 1984 Beijing Symposium on Differential Geometry and Differential Equations : computation of partial differential equations, 1984.
- Proceedings of the China-France Symposium on Finite Element Methods.
- Proceedings of the International Conference on Computation of Differential Equations and Dynamical Systems : Beijing, P.R. Chine, 1-5 septembre 1992.
- Symplectic geometric algorithms for Hamiltonian systems.